# 崔恭 (明朝)
崔恭（1409年—1479年），字克讓，北直隸順德府廣宗縣人，明朝政治人物。

## 生平
二十七歲中宣德十年乙卯科（1435年）順天鄉試，正統元年（1436年）丙辰科進士，授戶部主事，治理延綏倉儲，有政績。經楊溥舉薦，擢山東萊州府知府，在任期間整治吏治、安撫流民、減輕勞役。萊州百姓把他與漢朝的楊震相比。景泰年間擢湖廣右布政使，在任期間平定流民暴亂，安撫民眾，升江西左布政使，定均徭法，酌輕重。
天順二年（1457年）任都察院右副都御史、巡撫蘇松諸府，治理吳淞江。吏部右侍郎出缺，李賢、王翱均舉薦崔恭，遂召用，改吏部左侍郎。丁父憂，起復原職。
明憲宗即位後，崔恭乞致仕，不允。成化五年（1469年）吏部尚書李秉被罷免。商輅打算用姚夔，彭時打算用王概，當時朝廷中紛紛傳言彭時實質是排擠李秉，彭時於是稱病不出。翰林院侍讀尹直則稱彭時、王概是同鄉，請求以崔恭取代李秉任吏部尚書。同年丁母憂，服闋，起為南京吏部尚書，任內罷免諸多不稱職者，十一年（1475年）參贊機務，十三年（1477年）致仕，居家不事生產，惟訓子讀書，足跡不入城市。十五年（1479年）去世，贈太子少保，諡莊敏。

## 家族
曾祖崔至刚，仕元为镇抚，再徙顺德广宗，因家焉。祖父崔文秀，父崔斌，俱贈南京吏部尚書。